# Inosinate disodique
L’inosinate disodique (E631) (ou disodium 5'-Inosinate ou sous format abrégé IMP) est un sel di-sodique de l’acide inosinique (E630).
Il possède une saveur umami et est utilisé comme additif alimentaire dans les denrées alimentaires. Il est utilisé en synergie avec un autre exhausteur de goût, le glutamate monosodique (E621, le sel sodique de l’acide glutamique).
On le trouve principalement sous forme hydratée (Numéro EINECS 225-146-4) de 1 à 7 molécules d'eau[pas clair][source insuffisante].